# سیمکا ۱۳۰۰/۱۵۰۰
سیمکا ۱۳۰۰/۱۵۰۰ (Simca 1300/1500) خودرویی است که در سال‌های ۱۹۶۳ تا ۱۹۷۵تولید شده‌است. طراحی آن خودروهای موتور جلو-محور عقب بوده طول آن در حالت طبیعی ۱۷۵٫۵ اینچ (۴٬۴۶۰ میلیمتر)، عرض آن در حالت طبیعی ۶۲ اینچ (۱٬۶۰۰ میلیمتر) و ارتفاع آن در حالت طبیعی ۵۵ اینچ (۱٬۴۰۰ میلیمتر) است. 

## نگارخانه

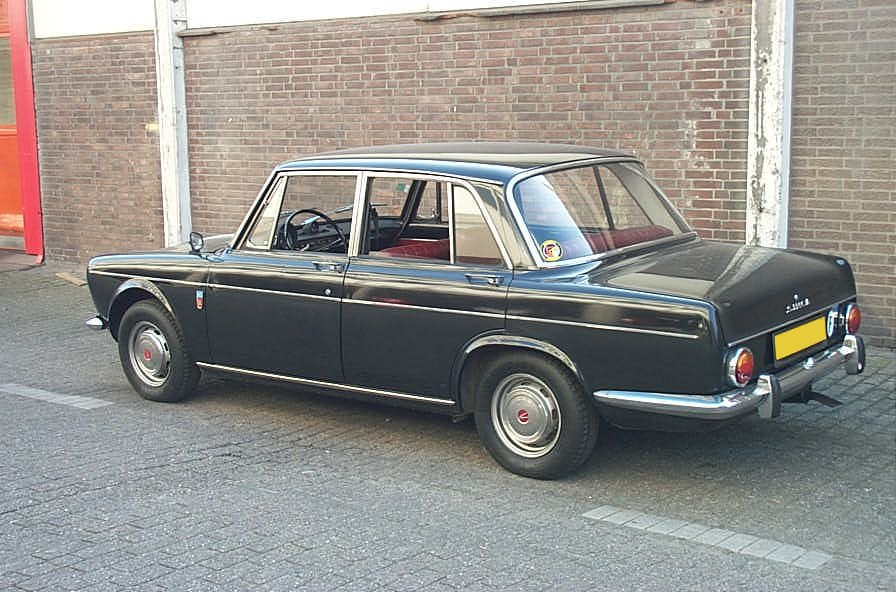
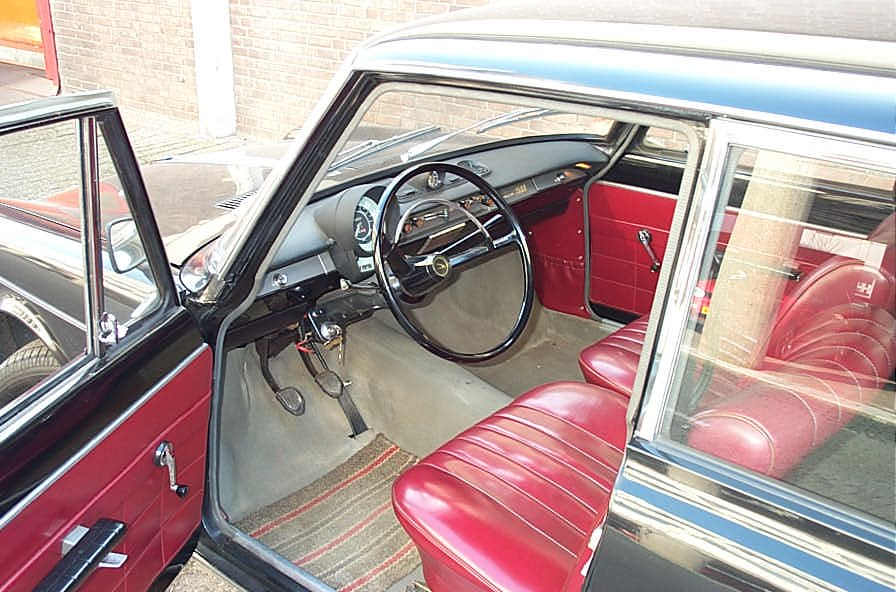